# Prosdocym (imię)
Prosdocym – imię pochodzi z greki i oznacza tyle co oczekiwany, pożądany. Imieniny obchodzi 7 listopada.